# Semiothisa stabilata
Semiothisa stabilata là một loài bướm đêm trong họ Geometridae.